# Chiuza
Chiuza  (in ungherese Középfalva, in tedesco Mitteldorf) è un comune della Romania di 2288 abitanti, ubicato nel distretto di Bistrița-Năsăud, nella regione storica della Transilvania.
Il comune è formato dall'unione di 4 villaggi: Chiuza, Mireș, Piatra, Săsarm.